# Transpress Verlag
Der Transpress Verlag ist ein vormaliger Verlag in der DDR, der seit 1991 zur Paul-Pietsch-Verlage-Gruppe gehört und heute auf Eisenbahn-Literatur spezialisiert ist.

## Geschichte
Der Verlag wurde 1960 als Transpress VEB Verlag für Verkehrswesen in Berlin gegründet. Sein Verlagsangebot umfasste Bücher über das Verkehrs- und Nachrichtenwesen, den Modellbau und die Philatelie bzw. Numismatik. Einen großen Anteil machten hierbei Lehrbücher, Monographien und Lexika aus sowie das von 1960 bis 1990 erschienene Jahrbuch der Schiffahrt.
Im Jahr 1988 erschienen 109 Titel, darunter 59 Erstausgaben und 50 Nachauflagen. Der Umsatz betrug 27,3 Mio. Mark der DDR, der Gewinn belief sich auf 4,7 Mio. Mark. Im Verlag waren 160 Mitarbeiter beschäftigt.
1991 übernahm die Paul Pietsch Verlage GmbH & Co. den Transpress-Verlag mit 40 Mitarbeitern. Transpress wurde zunächst als eigenständiges Unternehmen in Berlin geführt, allerdings schrittweise auf zehn Mitarbeiter reduziert. Die Zeitschriften wurden mehrheitlich verkauft oder eingestellt. Nach knapp fünf Jahren schloss der der Eigentümer des Transpress-Verlages die Berliner Niederlassung und verlegte den Verlag 1996 nach Stuttgart. Die Veröffentlichungen konzentrieren sich seitdem auf Eisenbahnliteratur.